# Bahnhof Henstedt-Ulzburg
Der Bahnhof Henstedt-Ulzburg ist ein tiefgelegter Bahnhof in Henstedt-Ulzburg, Schleswig-Holstein. Es handelt sich um einen Knotenpunkt im Netz der AKN Eisenbahn: Hier trifft die AKN-Stammstrecke Eidelstedt–Neumünster (Linie A2) auf die Linie A3, ehemalige Elmshorn-Barmstedt-Oldesloer Eisenbahn.
Der Bahnhof befindet sich im Ortsteil Ulzburg direkt westlich der Hamburger Straße, der Hauptstraße des Ortes. In unmittelbarer Nähe befindet sich das City Center Ulzburg, ein Einkaufszentrum, einige hundert Meter nördlich das große Gewerbegebiet Nord. Der Bahnhof bedient die Ortsteile Ulzburg und Henstedt, während die südlichen Ortsteile Ulzburg-Süd und Rhen vom Bahnhof Ulzburg Süd bedient werden.

## Geschichte
Der Bahnhof wurde am 8. September 1884 als Teil der Verbindung Altona–Kaltenkirchen als Bahnhof Ulzburg eröffnet (ursprünglich sollte er zwischen Henstedt und Ulzburg gebaut werden). Die Gleise verliefen erst auf der Hamburger Chaussee, 1897–98 wurden sie verlegt. Seit 1907 kreuzte die Elmshorn-Barmstedt-Oldesloer Eisenbahn (EBOE) die AKN, wofür der Bahnhof 1906 verlegt wurde. Sie schwenkte nördlich und südlich jeweils in einer Kurve in den Nord-Süd-Bahnhof ein. Ursprünglich betrug die Maximalgeschwindigkeit 20 km/h, ab 1911/12 dann 40 km/h. Die Bahn transportierte viele landwirtschaftliche und Industriegüter, der Bahnhof trug stark zur Entwicklung der Gemeinde bei. Bereits in den 1920er Jahren wurde geplant, die Bahnstrecke nach Westen zu verlegen, damit die verkehrsreichen Straßen nicht so häufig gekreuzt würden.
Nach einem Bombenangriff auf Hamburg im Juli 1943 flohen viele Hamburger, die am Bahnhof Ulzburg versorgt wurden. Von dort wurden auch Flüchtlinge nach Westpreußen gebracht. In den 1960er Jahren wurde erneut geplant, die Bahntrasse westlich um Ulzburg zu verlegen, um die Trennung des Ortes in zwei Teile zu beenden (es gab sieben Bahnkreuzungen); auch der Bahnhof sollte verlegt werden. Letztendlich wurde jedoch nichts davon durchgeführt. 1965 wurden ein neuer Standort des Bahnhofs zwischen Henstedt und Ulzburg sowie eine Untertunnelung diskutiert. Der Beitritt zum Hamburger Verkehrsverbund 1966 brachte bessere Anschlüsse und höhere Fahrgastzahlen, die AKN fuhr nun zu den Hauptfahrzeiten im 20-Minuten-, sonst im 40-Minuten-Takt. 1968 stieg die Höchstgeschwindigkeit der AKN von 50 km/h auf 80 km/h.
1973 wurde der Verkehr auf der Gesamtstrecke zwischen Barmstedt und Bad Oldesloe eingestellt, die Gleise auf dem Streckenabschnitt zwischen Ulzburg und Blumendorf bei Bad Oldesloe abgebaut und in den 1980er Jahren in den Fernwanderweg „Korl-Barmstedt-Weg“ (nach dem Spitznamen des Lokomotivführers Karl Bargholz) umgewandelt. Der Schienennahverkehr von Ulzburg in Richtung Barmstedt wurde 1999 hingegen wieder aufgenommen.
1994 stimmte das Land schließlich einer Tieferlegung der AKN und einem neuen Bahnhof Ulzburg für 160 Millionen Mark zu. Zuvor hatte es vielfach Staus und mehrere tödliche Unfälle gegeben, außerdem stand die eingleisige Trasse der Erhöhung der Abfahrtfrequenzen der AKN im Wege. Ab 1997 wurde die Trasse westlich der Hamburger Straße auf zwei Kilometern in Tieflage abgesenkt (inklusive eines 630 m langen Tunnels) und verschwand aus dem Ortsbild. Sie wurde zweispurig ausgebaut und ein tiefgelegter Bahnhof inklusive Dachkonstruktion etwa 400 m nördlich des alten gebaut. 2001 wurde der neue Bahnhof als „Bahnhof Henstedt-Ulzburg“ eingeweiht. Damit entfielen alle Bahnübergänge; ein Teil der ehemaligen Trasse wurde zu einem weiteren Wanderweg umgestaltet. Auf dem Gebiet des ehemaligen Bahnhofs entstanden ein Fahrradweg sowie Parkplätze. Über dem südlichen Bahnhofseingang, direkt am Ulzburger Marktplatz, wurde das „Torhaus Nord“, ein Ärztezentrum, errichtet.
Laut Nahverkehrsplan soll bis Ende 2028 die Strecke von Eidelstedt über Henstedt-Ulzburg bis Kaltenkirchen elektrifiziert und die S-Bahn-Linie S5 bis Kaltenkirchen verlängert werden. Außerdem soll ein Expresszug von Norderstedt Mitte über Henstedt-Ulzburg bis Neumünster eingerichtet werden.

## Aufbau und Betrieb

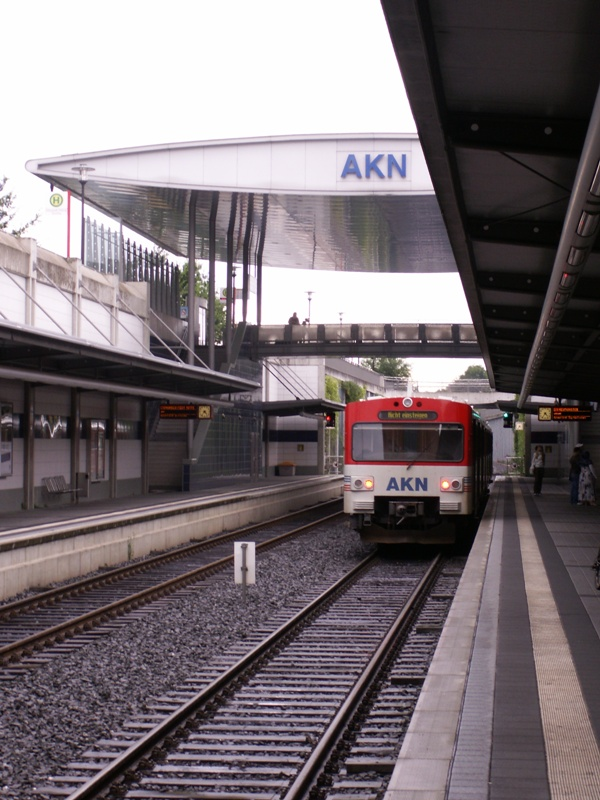
Triebwagen des Typs VTA auf dem Gleis nach Norden (2007)

Der Bahnhof besitzt zwei Außenbahnsteige mit zwei Gleisen, die beide Linien in nördliche und südliche Richtung bedienen. Unmittelbar nördlich des Bahnhofs trennt sich die Strecke der A3 von der AKN-Hauptstrecke und biegt nach Westen gen Alveslohe. Aus südlicher Richtung kommen die Züge aus dem Tunnel in den Bahnhof; in beide Richtungen gelangen die Züge allmählich wieder an die Oberfläche.
In Henstedt-Ulzburg hielten im Januar 2023 wochentäglich 196 Personenzüge, davon 150 A1, 37 A3 und 9 A2. Oberhalb des Bahnhofs auf dem westlichen Bahnhofsvorplatz gibt es eine Bushaltestelle der Buslinien 196 in den Gewerbepark Nord, 293 Norderstedt Mitte–Kisdorf, 296 Henstedt Kirche - Ulzburg Rostocker Straße (Mo.–Fr. zu Hauptverkehrszeiten) und 7141 nach Bad Oldesloe.
Zum 20. August 2023 übernahm die Linie A2 den Nordteil der bisher von der A1 bedienten Strecke nach Neumünster.

## Bahnlinien
| Linie | Verlauf | Takt |
| ----- | --- | --- |
| A1    | Eidelstedt – Eidelstedt Zentrum – Hörgensweg – Schnelsen – Burgwedel – Bönningstedt – Hasloh – Quickborn Süd – Quickborn – Ellerau – Tanneneck – Ulzburg Süd (– Henstedt-Ulzburg – Kaltenkirchen Süd – Kaltenkirchen) | Nur einzelne Nachtfahrten |
| A2    | Norderstedt Mitte – Moorbekhalle – Friedrichsgabe – Quickborner Straße – Haslohfurth – Meeschensee – Ulzburg Süd – Henstedt-Ulzburg – Kaltenkirchen Süd – Kaltenkirchen – Holstentherme – dodenhof – Nützen – Lentföhrden – Bad Bramstedt Kurhaus – Bad Bramstedt – Wiemersdorf – Großenaspe – Boostedt – Neumünster Süd – Neumünster | 20-Minuten-Takt, zu Hauptverkehrszeiten im 10-Minuten-Takt und teilweise bis Kaltenkirchen, bis Neumünster stündlich, am Samstag 20-Minuten-Takt, am Sonntag 30-Minuten-Takt |
| A3    | Ulzburg Süd – Henstedt-Ulzburg – Alveslohe – Langeln – Barmstedt – Barmstedt Brunnenstraße – Voßloch – Bokholt – Sparrieshoop – Langenmoor – Elmshorn | stündlich, Verstärkerfahrten zu Hauptverkehrszeiten |